# Fuldatal
Fuldatal ist eine Gemeinde im nordhessischen Landkreis Kassel.

## Geographie

### Lage
Fuldatal liegt direkt nordöstlich von Kassel am Südrand des Reinhardswaldes. Es befindet sich am linksseitigen Ufer der Fulda, in die im Gemeindegebiet die den Ortsteil Simmershausen durchfließende Espe und der den Ortsteil Knickhagen durchlaufende Osterbach sowie im Ortsteil Wilhelmshausen der Mühlbach und am östlichen Dorfrand der Elsterbach münden. Das Gemeindegebiet erstreckt sich auf 125 bis 301 m ü. NHN.
Umfangreiche Wasserflächen bedecken 70 ha, was 2,1 % der Gemeindefläche entspricht. Die Ortsteile Wahnhausen und Wilhelmshausen liegen direkt an der Fulda. Diese wird im Gemeindegebiet durch die große Staustufe Wahnhausen zu einem langgestreckten und durch die kleine Staustufe Wilhelmshausen zu einem kleineren See aufgestaut.

### Nachbargemeinden
Fuldatal grenzt im Norden an die Stadt Immenhausen und das gemeindefreie Gebiet Gutsbezirk Reinhardswald (beide im Landkreis Kassel), im Osten an die Stadt Hann. Münden und die Gemeinde Staufenberg (beide im Landkreis Göttingen in Niedersachsen), im Süden an die kreisfreie Stadt Kassel, sowie im Westen an die Stadt Vellmar und die Gemeinde Espenau (beide im Landkreis Kassel).

### Gliederung
Zu Fuldatal gehören diese Gemeindeteile:
| - Ihringshausen - Knickhagen - Rothwesten | - Simmershausen - Wahnhausen - Wilhelmshausen |

## Geschichte
Fuldatal entstand am 1. Januar 1970, im Zuge der Gebietsreform in Hessen, mit dem freiwilligen Zusammenschluss der bis dahin selbständigen Gemeinden Ihringshausen, Simmershausen, Wahnhausen, Knickhagen und Wilhelmshausen. Am 1. August 1972 wurde die Gemeinde Rothwesten durch Landesgesetz in die Gemeinde Fuldatal eingegliedert.

## Politik

### Gemeindevertretung
Die Kommunalwahl am 14. März 2021 lieferte folgendes Ergebnis, in Vergleich gesetzt zu früheren Kommunalwahlen:
| Gemeindevertretung – Kommunalwahlen 2021                                                                                           | Gemeindevertretung – Kommunalwahlen 2021                                          |
| --- | --------------------------------------------------------------------------------- |
| Stimmenanteil in %Wahlbeteiligung 49,0 % 403020100 39,3 (+1,5)31,5 (−2,3)20,7 (+6,1)6,8 (−0,1)1,7 (−5,1) SPDCDUGrüneFDPFWG20162021 | SitzverteilungInsgesamt 37 Sitze - SPD: 14 - Grüne: 8 - FWG: 1 - CDU: 12 - FDP: 2 |

| Parteien und Wählergemeinschaften | Parteien und Wählergemeinschaften           | % 2021 | Sitze 2021 | % 2016 | Sitze 2016 | % 2011 | Sitze 2011 | % 2006 | Sitze 2006 | % 2001 | Sitze 2001 |
| SPD                               | Sozialdemokratische Partei Deutschlands     | 39,3   | 14         | 37,8   | 14         | 41,7   | 15         | 41,7   | 15         | 51,1   | 19         |
| CDU                               | Christlich Demokratische Union Deutschlands | 31,5   | 12         | 33,8   | 13         | 28,3   | 11         | 34,1   | 13         | 28,7   | 11         |
| Grüne                             | Bündnis 90/Die Grünen                       | 20,7   | 8          | 14,6   | 5          | 19,0   | 7          | 11,8   | 4          | 8,5    | 3          |
| FDP                               | Freie Demokratische Partei                  | 6,8    | 2          | 6,9    | 3          | 4,8    | 2          | 7,5    | 3          | 8,3    | 3          |
| FWG                               | Freie Wählergemeinschaft Fuldatal           | 1,7    | 1          | 6,8    | 2          | 6,2    | 2          | 4,9    | 2          | 3,4    | 1          |
| Gesamt                            | Gesamt                                      | 100,0  | 37         | 100,0  | 37         | 100,0  | 37         | 100,0  | 37         | 100,0  | 37         |
| Wahlbeteiligung in %              | Wahlbeteiligung in %                        | 49,0   | 49,0       | 49,5   | 49,5       | 51,8   | 51,8       | 50,1   | 50,1       | 56,5   | 56,5       |

### Bürgermeister
Nach der hessischen Kommunalverfassung wird der Bürgermeister für eine sechsjährige Amtszeit gewählt, seit dem Jahr 1993 in einer Direktwahl, und ist Vorsitzender des Gemeindevorstands, dem in der Gemeinde Fuldatal neben dem Bürgermeister ehrenamtlich ein Erster Beigeordneter und neun weitere Beigeordnete angehören. Bürgermeister ist seit dem 1. Januar 2025 Tore Florin (CDU), der in der Kommunalpolitik zuletzt Fraktionsvorsitzender der CDU war. Er wurde als Nachfolger von Karsten Schreiber (CDU), die nach zwei Amtszeiten nicht wieder kandidiert hatte, am 8. September 2024 im ersten Wahlgang ohne Gegenkandidaten bei 39,0 Prozent Wahlbeteiligung mit 82,2 Prozent der Stimmen gewählt.
Amtszeiten der Bürgermeister
- 2025–2030 Tore Florin (CDU)[10]
- 2013–2024 Karsten Schreiber (CDU) (* 1966)[11]
- 2001–2012 Anne Werderich[14]
- 1989(?)–2000 Rudolf Stoepel (SPD)[15]

### Wappen
| Wappen von Fuldatal | Blasonierung: „In Rot ein silberner, fünffach unterteilter schräger Wellenbalken, begleitet von zwei goldenen Eichenblättern.“                    |
| Wappen von Fuldatal | Das Wappen wurde von dem Bad Nauheimer Heraldiker Heinz Ritt gestaltet und am 20. Juni 1974 durch das Hessische Ministerium des Innern genehmigt. |

### Flagge
Die Flagge wurde der Gemeinde am 11. April 1975 durch das Hessische Ministerium des Innern genehmigt und wird wie folgt beschrieben:
„Auf einer siebenstreifigen Flagge von Gelb, Rot, Weiß, Rot, Weiß, Rot und Gelb im Verhältnis 1:1:3:2:3:1:1 im oberen Drittel das Wappen der Gemeinde.“

## Kultur und Sehenswürdigkeiten

### Bauwerke
Zu den Sehenswürdigkeiten Fuldatals gehören:
- Wall- und Grabenreste der einstigen Burg Knickhagen
- Währungsmuseum in Rothwesten unter anderem mit Informationen zur Währungsreform Westdeutschlands (1948)
- Volkssternwarte Rothwesten auf dem Häuschensberg

### Fuldataler Triathlon
Seit 2004 findet jährlich der Fuldataler Triathlon statt. Starter haben die Auswahl zwischen der olympischen, der Sprint- und Volksdistanz. Außerdem gibt es eine Kids-Staffel und die Möglichkeit in einer Staffel an der Volksdistanz teilzunehmen.

## Wirtschaft und Infrastruktur

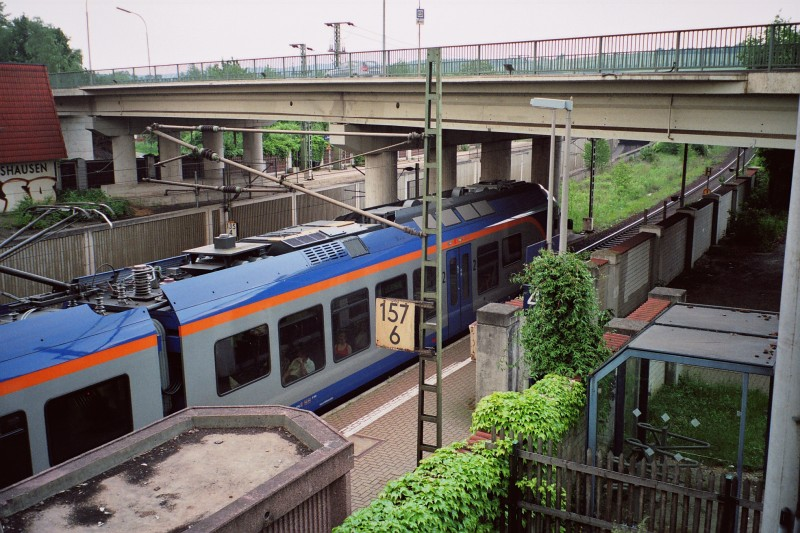
Bahnhof Fuldatal-Ihringshausen

Ihringshausen ist ein Industrie- und Gewerbestandort mit sozialer, wirtschaftlicher und kultureller Grundversorgung und Bahnstation an der Hannöverschen Südbahn. Vorwiegend Wohnorte mit Freizeitangeboten und Erholungsmöglichkeiten sind Knickhagen, Rothwesten, Simmershausen, Wahnhausen und Wilhelmshausen.
In Fuldatal befindet sich die Direktion Bundesbereitschaftspolizei und eine Bundespolizei-Fliegerstaffel. Im Ortsteil Rothwesten befand sich die Fritz-Erler-Kaserne, die 2007 von der Bundeswehr geräumt wurde. 118 ha ehemaliges Kasernengelände sowie 77 ha Standortübungsplatz stehen für zivile Nachnutzungen zur Verfügung. Auf dem Gelände wurde im September 2012 ein Testzentrum für intelligente Stromnetze und Elektromobilität des Fraunhofer-Institut für Windenergie und Energiesystemtechnik eröffnet. Im Ortsteil Ihringshausen befindet sich der Fahrradkomponentenhersteller Rohloff AG.
Durch den Ortsteil Wilhelmshausen führen folgende Radwanderwege:
- Der Fulda-Radweg (Hessischer Radfernweg R1) führt über 250 km von den Höhen der Rhön entlang der Fulda bis Bad Karlshafen an der Weser.
- Die D-Route 9 (Weser-Romantische Straße) führt von der Nordsee über Bremen, Kassel, Fulda und das Taubertal nach Füssen im Allgäu (1.197 km).